# Episodi de Schlosshotel Orth (nona stagione)
La nona stagione della serie televisiva Schlosshotel Orth è stata trasmessa in anteprima in Germania dalla ZDF tra il 22 ottobre 2005 e l'11 febbraio 2006.
| nº | Titolo originale               | Titolo italiano | Prima TV Germania | Prima TV Italia |
| -- | ------------------------------ | --------------- | ----------------- | --------------- |
| 1  | Unter Beschuss                 | Inedito         | 22 ottobre 2005   | Inedito         |
| 2  | Mitten ins Herz                | Inedito         | 29 ottobre 2005   | Inedito         |
| 3  | Auswege                        | Inedito         | 5 novembre 2005   | Inedito         |
| 4  | Eine ungeheuerliche Geschichte | Inedito         | 12 novembre 2005  | Inedito         |
| 5  | Der Preis des Erfolges         | Inedito         | 19 novembre 2005  | Inedito         |
| 6  | Auf Leben und Tod              | Inedito         | 26 novembre 2005  | Inedito         |
| 7  | Am Abgrund                     | Inedito         | 3 dicembre 2005   | Inedito         |
| 8  | Einbrüche                      | Inedito         | 10 dicembre 2005  | Inedito         |
| 9  | Freiräume                      | Inedito         | 17 dicembre 2005  | Inedito         |
| 10 | Zurück ins Leben               | Inedito         | 7 gennaio 2006    | Inedito         |
| 11 | Das Erbe                       | Inedito         | 14 gennaio 2006   | Inedito         |
| 12 | Klartext                       | Inedito         | 21 gennaio 2006   | Inedito         |
| 13 | Konsequenzen                   | Inedito         | 28 gennaio 2006   | Inedito         |
| 14 | Neuanfänge                     | Inedito         | 4 febbraio 2006   | Inedito         |
| 15 | Kein Weg zurück                | Inedito         | 11 febbraio 2006  | Inedito         |